# Furcifer pardalis
Il camaleonte del Madagascar, anche camaleonte pantera (Furcifer pardalis) (Cuvier, 1829) è un camaleonte che vive principalmente nelle regioni costiere del Madagascar. Inoltre è stato introdotto nella Réunion e nelle Mauritius.

## Descrizione
I maschi di F. pardalis possono crescere fino a 50–60 cm di lunghezza, con una lunghezza media di 45 cm. Le femmine sono generalmente più piccole, circa la metà dei maschi. I maschi hanno anche colorazioni molto più vivaci delle femmine. La colorazione varia con la locazione e i differenti motivi cromatici di Furcifer pardalis vengono generalmente chiamati "locality" e prendono il nome in base alla locazione geografica nella quale sono stati rinvenuti. F. pardalis provenienti dalle aree di Nosy Be e Ambanja sono tipicamente blu vivaci, mentre quelli provenienti da Antsiranana e Sambava sono rossi, verdi e arancioni. Le aree di Maroantsetra e Tamatave possiedono prevalentemente esemplari rossi. Esistono molte altre colorazioni e i motivi si diversificano sia tra regioni diverse che all'interno di una specifica regione.
Le femmine di F. pardalis generalmente rimangono color marrone chiaro o marrone indipendentemente dalla regione dalle quali provengono, ma ci sono piccole differenze nella colorazione e nei motivi.

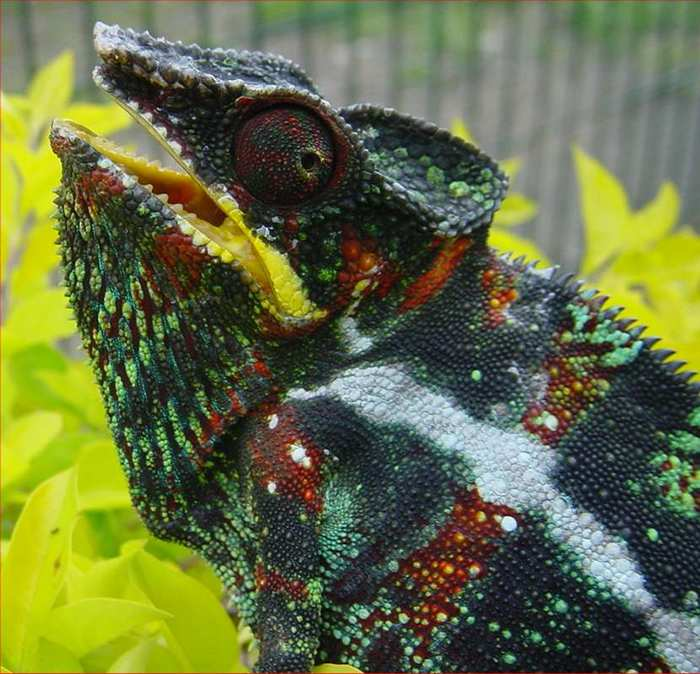
Maschio di Furcifer pardalis
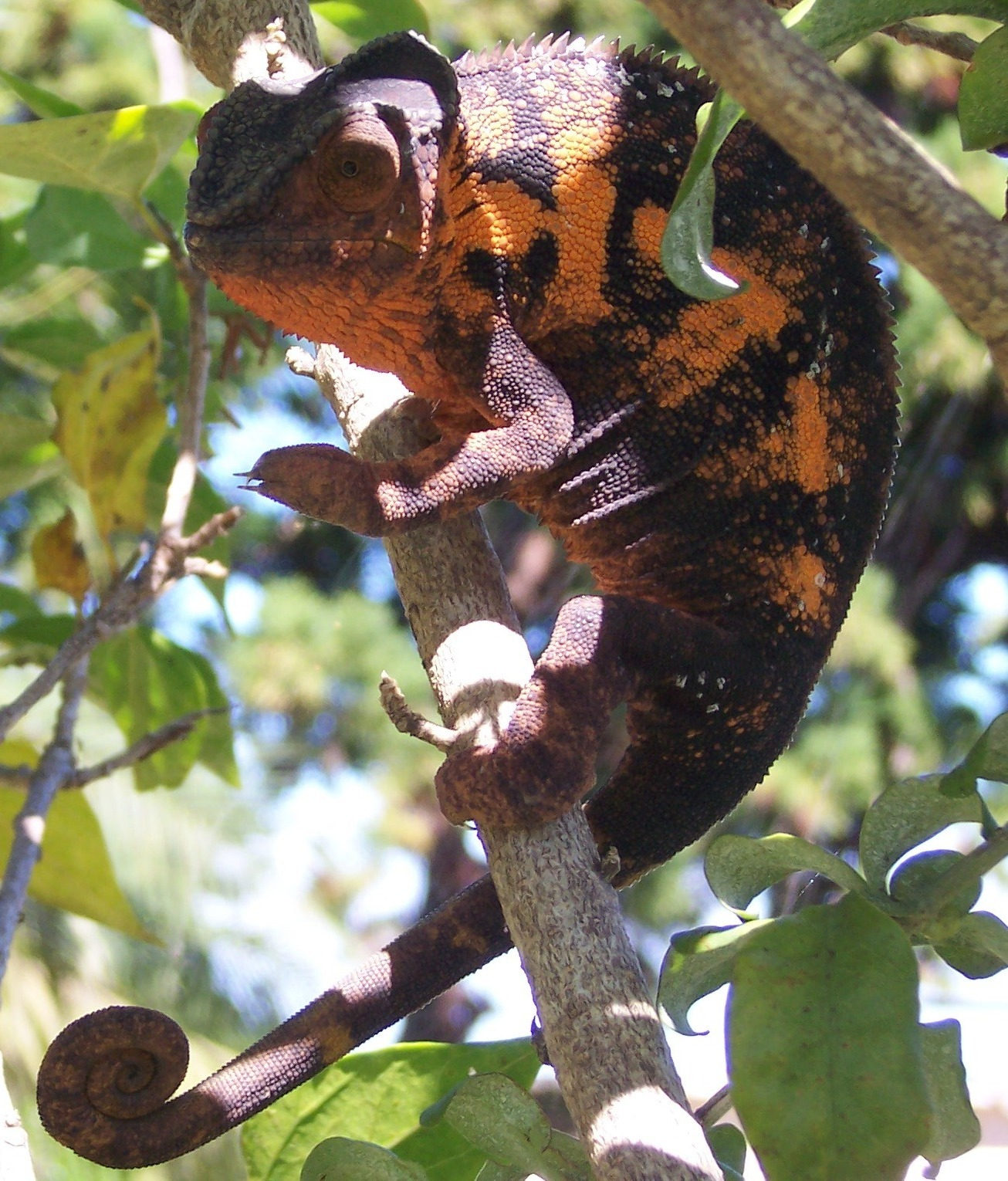
Femmina di Furcifer pardalis
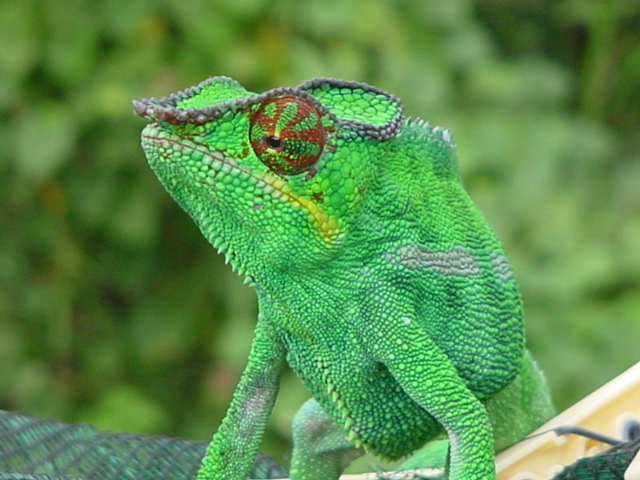
Maschio di Furcifer pardalis della Réunion

## Biologia
Come la maggior parte dei camaleonti, il Furcifer pardalis è estremamente territoriale. Spende la maggior parte della sua vita in isolamento, escluse le sessioni di accoppiamento. Quando due maschi entrano in contatto, cambiano colore e gonfiano il loro corpo, per mostrare la loro superiorità. Spesso queste battaglie terminano in questo stadio, con la ritirata del perdente, che assume colorazioni scure o grigiastre. Occasionalmente, se nessuno dei contendenti si ritira, si può arrivare ad uno scontro fisico.

### Riproduzione
Le femmine, se si riproducono spesso, di solito vivono solo 2-3 anni dopo aver deposto le uova (tra 5 e 8 covate), a causa dello stress che subisce il loro corpo. Le femmine possono depositare tra 10 e 40 uova per covata, in funzione del cibo e del consumo di alimenti durante la fase di sviluppo delle uova. Possono trascorrere dai 5 ai 14 mesi prima che le uova si schiudano.
La maturità sessuale è raggiunta intorno ai 6-7 mesi per esemplari cresciuti in cattività, ma può essere raggiunta anche prima, fino ai 5 mesi di età. Gli esemplari selvatici raggiungono la maturità sessuale intorno ai 7 mesi.
Quando sono gravide, o stanno portando delle uova, le femmine diventano marrone scuro o nere a strisce arancioni, indicando agli eventuali partner che non hanno intenzione di accoppiarsi. La colorazione esatta delle femmine gravide varia in funzione della specie del camaleonte. Ciò fornisce un utile modo per distinguere sottospecie locali.

## Distribuzione e habitat
Questa specie è diffusa nel Madagascar settentrionale, da 80 a 950 m di altitudine. È stata introdotta nell'isola della Réunion e nell'arcipelago delle Mauritius.

## Allevamento
Per gli entusiasti di rettili, specialmente di camaleonti, il Furcifer pardalis e il Chamaeleo calyptratus sono la miglior scelta come animali domestici, tuttavia sono creature molto delicate, richiedono condizioni ambientali che riflettano al meglio quelle della zona da cui provengono, nonché molto tempo e attenzioni. Richiedono delle lampade specifiche (a raggi uv e riscaldanti) ad imitazione della luce solare ed un supplemento di calcio e vitamina D3, per evitare forme di rachitismo. Inoltre hanno bisogno di una dieta precisa: si nutrono soprattutto di insetti, come locuste, mantidi e grilli.
Solitamente è abbastanza semplice accorgersi della presenza di uova in una femmina gravida. La femmina diventa notevolmente più rotonda negli ultimi stadi dello sviluppo delle uova e, a volte, è addirittura possibile intravedere la forma delle uova nel suo ventre. Se non viene fornita dal proprietario una locazione adeguata dove depositare le uova, la femmina trattiene le uova, diventando incapace di depositarle (distocia). Questa condizione molto grave, se non viene riconosciuta in tempo da un veterinario, in generale conduce alla morte.
Un Furcifer pardalis di sesso maschile può vivere fino a 10 anni in cattività, se allevato in maniera adeguata.